# Tatjana Nikolajewna Alexandrowa
Tatjana Nikolajewna Alexandrowa (russisch Татьяна Николаевна Александрова; * 18. Juli 1966) ist eine sowjetische bzw. russische Bergbauingenieurin und Hochschullehrerin.

## Leben
Alexandrowa studierte 1984–1991 am Leningrader Bergbau-Institut mit anschließender Aspirantur. Mit Erfolg verteidigte sie 1993 ihre Kandidat-Dissertation für die Promotion zur Kandidatin der technischen Wissenschaften.
Seit 2002 ist Alexandrowa wissenschaftliche Senior-Mitarbeiterin des Instituts für Bergbauwesen der Fernost-Abteilung (DWO) der Russischen Akademie der Wissenschaften (RAN) und leitet das Laboratorium für Erz-Anreicherung des Instituts.
An der Staatlichen Universität Tschita verteidigte Alexandrowa 2008 ihre Doktor-Dissertation über die Steuerung ökologisch-technischer Systeme beim Erz- und Seifengold-Abbau und Nutzung von Sekundärrohstoffen in der Region Fernost mit Erfolg für die Promotion zur Doktorin der technischen Wissenschaften 2009.
Nach Ernennung zur Professorin 2012 leitet Alexandrowa seit 2013 den Lehrstuhl für Erzanreicherung der Staatlichen Bergbau-Universität Sankt Petersburg. Zur Professorin der RAN wurde sie 2015 gewählt. Die Wahl zum Korrespondierenden Mitglied der RAN erfolgte 2022.

## Ehrungen, Preise
- Preis der Regierung der Russischen Föderation im Bereich Wissenschaft und Technik für junge Wissenschaftler (2018)[4]
- Goldmedaille der Internationalen Messe für Erfindungen Genf 2018[3]
- Medaille des Verdienstordens für das Vaterland II. Klasse (2023)[5]